# Michael Metz
Michael Metz ( Mannheim, 16 juni 1964) is een hockeyer uit Duitsland. 
Metz won met de Duitse ploeg driemaal de Champions Trophy. Metz won met de West-Duitse ploeg de zilveren medaille op de Olympische Spelen in Seoel. Vier jaar later veroverde Metz met het herenigde Duitsland de olympische titel in Barcelona.

## Erelijst
- 1987 –  Champions Trophy in Amstelveen
- 1988 –  Champions Trophy in Lahore
- 1988 –  Olympische Spelen in Seoel
- 1989 –  Champions Trophy in Berlijn
- 1990 - 4e Wereldkampioenschap in Lahore[1]
- 1991 –  Champions Trophy in Berlijn
- 1992 –  Champions Trophy in Karachi
- 1992 –  Olympische Spelen in Barcelona

Stefan Blöcher · 
Dirk Brinkmann · 
Thomas Brinkmann · 
Heiner Dopp  · 
Hans-Henning Fastrich · 
Carsten Fischer · 
Tobias Frank · 
Volker Fried · 
Uli Hänel · 
Michael Hilgers · 
Andreas Keller · 
Michael Metz · 
Andreas Mollandin · 
Thomas Reck · 
Christian Schliemann · 
Ekkhard Schmidt-Opper · 
Coach: Klaus Kleiter
Andreas Becker · 
Christian Blunck · 
Carsten Fischer · 
Volker Fried  · 
Michael Hilgers · 
Andreas Keller · 
Michael Knauth · 
Oliver Kurtz · 
Christian Mayerhöfer · 
Sven Meinhardt · 
Michael Metz · 
Klaus Michler · 
Christopher Reitz · 
Stefan Saliger · 
Jan-Peter Tewes · 
Stefan Tewes · 
Coach: Paul Lissek